# Keltomanie
Als Keltomanie, seltener Keltenideologie, wird in der Fachliteratur die Vereinnahmung keltischer Kultur und Mythologie für weltanschauliche oder politische Zwecke bezeichnet. Der Begriff wurde im 18. und 19. Jahrhundert – und hier mit dem Schwerpunkt Frankreich – im Besonderen für eine verklärende Sicht auf die Kelten geprägt. Damals und auch später fand er eine undifferenzierte Anwendung auf Theorien zur geographischen Ausdehnung des Keltengebietes, den kulturhistorischen Einfluss bis in die neueste Zeit sowie die großzügige Zuordnung archäologischer Funde an die keltische Kultur. Dies wurde als Nachweis für eine direkte keltische Tradition und Identität von der vorchristlichen Vergangenheit bis in die Gegenwart heutiger Völker und Staaten benutzt.

## Geschichte

### Antike und mittelalterliche Keltendarstellungen
Schon bei den antiken griechischen und römischen Ethnographen ist eine manchmal idealisierende oder manchmal negative Darstellung der Kelten zu finden. Dies hatte damals wie heute entweder moralisierende oder politisch-militärische Gründe, wie deutlich in Caesars Commentarii de Bello Gallico zu erkennen ist. Im Frühmittelalter wurde das keltische Irland einerseits als „Insel der Heiligen“, andererseits als zivilisierungsbedürftiges Barbarenland beschrieben.

### Beginnende Keltenidealisierung ab dem 16. Jahrhundert
Ab dem 16. Jahrhundert setzte sich in Frankreich der Gedanke, die Gallier seien die direkten Vorfahren der Franzosen, wohl auch wegen der damals noch unzureichend erforschten vorrömischen Geschichte Galliens, immer mehr durch.

„Die Arbeit der Historiker machte den Gedanken populär, die Gallier wären die wahren Vorfahren der Franzosen, wohingegen die Franken die Vorfahren der Aristokratie seien, die durch die Revolution von 1789 gestürzt wurde.“

Daher stammt auch das französische Nationalsymbol, der gallische Hahn, da im Lateinischen gallus „Hahn“, aber auch „Gallier“ bedeutet. Die beginnende Erforschung der keltischen Sprachen und der vorgeschichtlichen Steindenkmäler brachte auch manchen Irrtum hervor – so wurden die steinzeitlichen Dolmen und Menhire in Frankreich und Stonehenge sowie andere Megalithstätten der britischen Inseln als Kultorte keltischer Druiden gedeutet. Ein wichtiger Verfechter dieser irrigen Zuordnung war der Ire John Toland (1670–1722), der diesen noch mangelhaften Forschungsstand in seinem Werk A Critical History of the Celtic Religion and Learning (1718/19, veröffentlicht 1726) vertrat und der dennoch bis in die Neuzeit zitiert wurde. John Aubrey (1626–1697) und William Stukeley (1687–1765) waren andere prominente Vertreter dieser Zuordnung im 17. und 18. Jahrhundert.

### Hochblüte der Keltomanie
„Basierend auf der Diskussion um die Herkunft der französischen Sprache kam es im 18. Jahrhundert zur sogenannten ‚Keltomanie‘ in Europa: nicht nur Französisch, sondern auch viele andere Sprachen, Namen, bauliche Denkmäler u. a. wurden auf keltische Ursprünge zurückgeführt, die Kelten zum Ursprung aller Kulturen und Sprachen erklärt.“

„Eine allgemeine Celtomanie bemächtigte sich des ganzen Landes. In Edinburgh bildete sich ein celtisches Truppencorps, dem W. Scott eine Fahne zum Geschenk machte.“

Einen wesentlichen Aufschwung der Keltomanie brachte im 18. Jahrhundert die Wiederentdeckung der antiken Ethnographen und ihre kritische Beurteilung, ebenso die Erforschung der Zusammenhänge der gallischen mit den inselkeltischen Sprachen, die systematische Auswertung archäologischer Funde und schließlich auch die Erschließung der inselkeltischen Literatur. Zur intensiven Beschäftigung damit trug eine damals aktuelle Kontroverse um die Echtheit einer vorgeblichen Bardendichtung wesentlich bei: In der zweiten Hälfte des 18. Jahrhunderts fälschte James Macpherson das angeblich kaledonische Bardengedicht Ossian und erreichte damit einen großen Einfluss auf das Keltenbild der Romantik. Die Dichter Friedrich Schiller, Johann Wolfgang von Goethe, Johann Gottfried Herder und der Komponist Felix Mendelssohn Bartholdy beschäftigten sich mit dieser empfindsam-pathetischen Romandichtung, „so sanft wie ein Harfenton“.
Mit dem Idealbild vom „edlen Wilden“, vertreten von Jean-Jacques Rousseau (1712–1778), wurden nicht nur die im 15. Jahrhundert entdeckten Ureinwohner Amerikas, sondern gleichermaßen die Kelten in Verbindung gebracht.
Zeitgleich mit dem Aufschwung der modernen Keltologie ab der zweiten Hälfte des 19. Jahrhunderts – 1853 durch die Grammatica Celtica von Johann Kaspar Zeuß wissenschaftlich begründet – wuchs in Frankreich die Keltomanie im Gefolge der deutsch-französischen Auseinandersetzungen. Jacques Cambry, Jacques Antoine Dulaure und Jacques Le Brigant gründeten 1804 die Académie Celtique (heute Société des antiquaires de France); später förderte auch Kaiser Napoleon III. archäologische Forschungen, um unter anderem damit auch die These der keltisch-germanischen Beziehungen als Ursprung der zeitgenössischen Spannungen zu begründen. Die Spärlichkeit der antiken Informationen und deren Unsicherheit eröffnete allerdings den Gelehrten ein weites Feld der Spekulation und manchmal auch Geschichtsklitterung zu Gunsten der erwünschten Aussagen. Der österreichische Keltologe Helmut Birkhan nannte dieses Vorgehen „fiktionale Wissenschaft“ – ein Beispiel dafür ist das neuzeitlich erfundene, angeblich keltische Wort Flathinnis für eine Art von Paradies.
1860 schrieb die Berliner Gesellschaft für das Studium der neueren Sprachen in einem Rückblick auf die abklingende Keltomanie und die Gegenströmung der Keltophobie (im englischen Sprachraum Celtoscepticism genannt):

„Die Beschäftigung mit dem Celtenthum sowie die Abneigung dagegen artete in eine förmliche Krankheit aus; es herrscht abwechselnd eine Celtomanie und eine Celtophobie, so dass man nach Schiller sagen könnte: ,Kaum hat das wilde Fieber der Celtomanie uns verlassen, bricht in der Celtophobie ein noch viel hitzigeres aus.‘“

### Neuzeitliche Auswirkungen
Die literarische Irische Renaissance (Irish Revival), beginnend am Ende des 19. Jahrhunderts, idealisierte die keltische Vergangenheit, beflügelt durch die Ideen von Ernest Renan (1823–1892) und Matthew Arnold (1822–1888). Allerdings wurden und werden in Irland und Wales die Kelten als noch immer lebendiger Bestandteil der heutigen Kultur gesehen – was beispielsweise zu einer Wiederbelebung des schon in Vergessenheit geratenen Eisteddfod (walisisches Künstlertreffen) im 18. Jahrhundert führte – während sich in Frankreich die Keltomanie auf archäologische Forschungen beschränkte, aber gleichzeitig die Verwendung der bretonischen Sprache durch die Regierung in Paris aus zentralistischen Erwägungen stark behindert wurde. Östlich des Rheins, wo nach neueren Erkenntnissen das ursprüngliche keltische Siedlungsgebiet war, lag der Schwerpunkt aus nationalistischen Gründen eher bei den Germanen beziehungsweise Slawen.
Als Beispiele der modernen Keltomanie seien genannt: die keltisch beeinflusste Mode (Tartan und Plaid, bis hin zum „Kärntner Kilt“), die Musik (Jig und Gigue, Reel, Ecossaise, Irish Folk, der Dudelsack und die Keltische Harfe), Küche und Keller (Irish Stew, Haggis, Whisky/Whiskey, Guinness und vor allem das Lokal dafür, der Pub), die Folklore-Veranstaltungen (Saint Patrick’s Day, Highland Games, Samhain/Halloween, Hogmanay), die Tätowierung mit keltischen Knotenmustern, sowie die zahlreichen Kelten-Veranstaltungen und Keltenerlebniswege.

„Ein Wanderprogramm, das in gewisser Weise auch erdet. Irgendwann stellt sich nämlich das Gefühl ein, dass alle Wege schon seit eh und je begangen wurden, selbst die abgelegensten. (Keltenerlebnisweg Thüringerwald – Rhön)“

Neopaganismus (Neuheidentum), Neuzeitliches Druidentum, Wicca-Kult, New Age und andere Arten der Esoterik, jedoch auch die Vereinnahmung der Kelten für die Idee der Europäischen Einheit, sind moderne Formen der Keltomanie. 1997 wurde am Pfaffenberg (Wien) ein Lebensbaumkreis mit angeblicher Bedeutung für den Menschen im Rahmen des keltischen Baumhoroskops errichtet.
In der Comicserie Asterix ist die Keltomanie nicht nur der Franzosen, sondern auch anderer keltischer Völker (Belgier, Briten, Schotten) – auch im nationalistischen Sinn – karikiert dargestellt. In der Fantasy-Comic- und Romanserie Slaine wird die keltische Identität der Hauptfiguren zwar betont, gleichzeitig jedoch modern interpretiert.